# 香港超級聯賽非本地球員列表
以下列表為曾經在香港超級聯賽上陣的非本地球員：

## 亞洲

### (17人)
- 麥阿里士打 （Dylan Macallister，東方，2014－15年）
- 伊雲 （Evan Kostopoulos，南華，2014－15年）
- 麥比連 （Daniel McBreen，南華，2014－15年）
- 泰臣（Jerrad Tyson，太陽飛馬，2014－15年）
- 基比斯 （Joey Gibbs，和富大埔，2014年）
- 伊雲斯（Aaron Evans，和富大埔，2014–15年）
- 占士美亞 （James Meyer，東方，2015－16年）
- 巴域斯 （Andrew Barisić，東方，2015－16年）
- 賴恩格菲斯 （Ryan Griffiths，南華，2015－16年）
- 寶馬 （Boima Jerry Karpeh，南華，2015年）
- 米路雲奴域 （Dean Milovanovic，香港飛馬，2015年）
- 米曹 （Josh Mitchell，東方，2016－17年）
- 查維斯 （Travis Major，香港飛馬，冠忠南區，2016年－20年）
- 哈利 （Harry Sawyer，和富大埔，2018－19年）
- 馬特史密夫（英语：Matt Smith (footballer, born 1982)） （Matt Smith，傑志，2019年）
- 米高加斯洛（英语：Michale Glassock） （Michael Glassock，香港飛馬，2019－20年）
- 雲美亞斯 （Benjamin Van Meurs，和富大埔，2019－20年）

### 中国(7人)
- 張君 （Zhang Jun，黃大仙，2014－15年）
- 周煜辰 （Zhou Yuchen，富力R&F，2017－2020年）
- 姬向爭 （Xiangzheng Ji，標準流浪，2019年）
- 符雲龍 （Fu Yunlong，富力R&F，2020年）
- 陈灏 （Chen Hao，深水埗，2022年－）
- 朱康銘 （João Gil Zhu Zhang，東方，2022－23年）
- 楊佰霖 （Yang Bailin，標準流浪，2023年－）

### 中華臺北(4人)
- 王睿 （Wang Ruei，佳聯元朗，2018－2020年）
- 陳庭揚 （Chen Ting-yang，理文，2019年）
- 陳浩瑋 （Chen Hao-Wei，東方龍獅，2019－2020年）
- 蔡立靖 （Emilio Estevez Tsai，東方龍獅，2022－23年）

### 澳門(1人)
- 梁嘉恆 （Leong Ka Hang，和富大埔，香港飛馬，理文，2014－2021年）

### 日本(19人)
- 片野寬理 （Hiromichi Katano，標準流浪，2014－15年）
- 吉武剛 （Tsuyoshi Yoshitake，天行元朗，2014－15年）
- 中村祐人 （Nakamura Yuto，南華，灝天黃大仙，和富大埔，傑志，理文，2014－，中村祐人於2018年10月成功申請加入香港籍）
- 福田健二 （Kenji Fukuda，YFC澳滌，夢想駿其，2014－16年）
- 馬浩龍[A] （Issey Jose Maholo，港會，2016－17年）
- 中村俊輔 （Shunsuke Nakamura，港會，2016－17年）
- 內田智也 （Tomoya Uchida，冠忠南區，2017年）
- 加藤友介 （Yusuke Kato，南華，2017年）
- 井川祐輔 （Yusuke Igawa，東方龍獅，2018－19年）
- 佐佐木周 （Shu Sasaki，標準流浪，香港飛馬，冠忠南區，2018年－）
- 川瀨浩太 （Kota Kawase，夢想FC，冠忠南區，2019年－）
- 立花稜也 （Ryoya Tachibana，理文，2022年－）
- 林遼太 （Ryota Hayashi，標準流浪，2021年－）
- 神田夢實 （Yumemi Kanda，標準流浪，2023－24年）
- 林堂真 （Makoto Rindo，標準流浪，2023年－）
- 岡本玲仁 （Akito Okamoto，標準流浪，2023年－）
- 冨樫凌央 （Ryoo Togashi，冠忠南區，2024年）
- 上形洋介 （Yosuke Kamigata，標準流浪，2024年）
- 宇野木悠佑 （Yusuke Unoki，標準流浪，2024年－25年）
- 菅沼駿哉  (Suganuma Shunya，標準流浪，2024-2025年）

### (23人)
- 韓載雄 （Han Jae-woon，標準流浪，2014－15年）
- 金泰敏 （Kim Tae-Min，傑志，2015－16年）
- 尹東憲 （Yoon Dong-hun，黃大仙，標準灝天，夢想FC，2015年，2016－19年）
- 池慶訓 （Gee Kyung-hun，標準流浪，2016－2017年）
- 朴燦鍾 （Park Chan-jong，元朗，2015－16年）
- 李吉勛 （Lee Kil-hoon，標準灝天，2017年）
- 金東進 （Kim Dong-jin，傑志，凱景，2017－18年）
- 金奉珍 （Kim Bong-jin，傑志，2016－19年）
- 曹泰根 （Jo Tae-keun，東方龍獅，2017年）
- 孫民哲[B] （Son Min-chol，理文，2017－18年）
- 白智勳 （Baek Ji-hoon，理文，2018－19年）
- 徐相民 （Seo Sang-min，凱景，傑志，2018－19年）
- 裴贊洙 （Bae Chan-soo，凱景，2018－19年）
- 金珍曙 （Kim Jin-seo，凱景，2018－19年）
- 金玟基 （Kim Min-ki，凱景，和富大埔，2019年）
- 金承龍 （Kim Seung-yong，和富大埔，理文，2020－22年）
- 朴俊炯 （Park Jun-heong，傑志，2020－22年）
- 金旻奎 （Kim Min-kyu，標準流浪，2021年－）
- 朴鍾範 （Park Jong-bum，標準流浪，2023年－）
- 金信煜 （Kim Shin-wook，傑志，2023年－）
- 沈雲燮 （Sim Woon-sub，深水埗，2023年－）
- 權宰憼 （Kwon Jae-kyeong，深水埗，2023年－）
- 馬相訓 （Ma Sang-hoon，標準流浪，2023年－）

### (2人)
- 高素巴耶夫（Tamirlan Kozubayev，東方，2022年－）
- 沙根巴耶夫（Bekzhan Sagyav，傑志，2022－23年）

### 蒙古国(1人)
- 奧恩博 （"Oyuka" Oyunbold, Oyuntuya，深水埗，2022年）

### 尼泊尔(2人)
- 林永志 （Sanzio Limbu "Lim Wing-Jee"，深水埗，2022－23年）
- 簡紹威 （Khan "Shiu-Wai", Shahwaiz Tahir，深水埗，2021－23年）

### 巴基斯坦(2人)
- 列文 （Zeshan Rehman，冠忠南區，2017－22年）
- 簡嘉亨 （Jahangir Khan，愉園，2019－20年，2020年9月8日正式取得香港特區護照，獲得代表香港隊的資格。）

### (1人)
- 孫民哲[B] （Son Min-chol，理文，2017－2018年）

- 魯斯蘭·明加索夫（Ruslan Mingazow，傑志，2022年－）

### 东帝汶(1人)
- 阿米達 （Murilo de Almeida，南華，2015年）

### (1人)
- 舒佐特·迪美路夫（Sherzod Temirov，傑志，2023年－）

## 非洲

### 布吉納法索（1人）
- 古拿 （Adama Guira，富力R&F，2019－20年）

### (1人)
- 迪布利 （Serges Déblé;，富力R&F，2019－20年）

### 喀麦隆(3人)
- 基奧 （Paul Olivier Ngue Mayo，夢想駿其，冠忠南區，香港飛馬，2014年－18年及2018年－19年，基奧於2016年2月成功申請加入香港籍）
- 艾華 （Mahama Awal，南華，香港飛馬，2014年－）
- 麥保美 （Eugene Petit Mbende Mbome，標準流浪，2014年－15年，麥保美於2015年成功申請加入香港籍）

### 赤道几内亚(2人)
- 艾雲 （Iván Zarandona，標準流浪，2014－15年）
- 法比安尼 （Raúl Fabiani，標準灝天，2016年）

### (1人)
- 伊巴謙 （Yakubu Nassam Ibrahim，標準流浪，2023－24年）

### 几内亚(1人)
- 夏迪巴利 （Hady Barry，YFC澳滌，2014－15年）

### (1人)
- 施素高 （Mohamed Sissoko，傑志，2018年）

### 奈及利亞(4人)
- 卡立 （Caleb Ekwegwo，和富大埔，佳聯元朗，2014年－16年，2018－19年，卡立於2018年成功申請加入香港籍）
- 羅拔奧度（Robert Odu，愉園，晉峰，冠忠南區，2020－21年，2023年）
- 艾迪比帝 （Razaq Adegbite，愉園，2020－21年）
- 奧拿斯（Ogenyi Onazi，傑志，2023年）

### (1人)
- 施沙（Alie Sesay，理文，2023年－）

## 中北美洲

### 美国(2人)
- 馬浩龍[A] （Issey Jose Maholo，港會，2016－17年）
- 靴南迪斯 （Jonathan Hernandez，傑志，2019年）

## 南美洲

### 阿根廷(6人)
- 基士頓 （Cristian Gaston Castaño，標準流浪，2017年）
- 亞哥斯達 （Jonathan Acosta，夢想FC，理文，2019年–）
- 巴辛 （Leandro Bazán，標準流浪，2019–20年，2021–22年）
- 簡尼迪（英语：Diego Cañete）（Diego Daniel Cañete，標準流浪，2019–20年）
- 文迪斯 （Gabriel Méndez，標準流浪，冠忠南區，2019年–20年）
- 列卡度 （Ricardo Iván Sendra，晉峰，2023年）

### 巴西(70人)
- 迪高 （Diego Eli Moreira，東方，2014年－19年	，迪高於2019年12月22日成功申請加入香港籍）
- 基奧雲尼 （Giovane Alves da Silva，東方，R&F富力，2014年－20年，基奧雲尼於2018年9月成功申請加入香港籍）
- 勞高 （Michel Lugo，東方，和富大埔，2014－20年）
- 羅拔圖 （Roberto Orlando Affonso Júnior，東方，R&F富力，傑志，2014年－，羅拔圖於2017年3月成功申請加入香港籍）
- 蘇沙 （Wellingsson de Souza，天行元朗，冠忠南區，傑志，2014年－，蘇沙於2021年10月成功申請加入香港籍）
- 法比奧（Fábio Lopes Alcântara，天行元朗，2014－20年，法比奧於2016年9月成功申請加入香港籍）
- 古斯達禾 （Gustavo Claudio da Silva，天行元朗，2014－16年）
- 連拿度 （Reinaldo De Morais Peres，天行元朗，灝天黃大仙，標準流浪，2014－16年及2018年）
- 安達 （Aender Naves，和富大埔，灝天黃大仙，標準流浪，2014－16年及2019年－20年）
- 基頓 （Clayton Afonso，和富大埔，東方，夢想駿其，理文流浪，2014年－，基頓於2017年12月成功申請加入香港籍）
- 祖奧沙利斯 （Joáo Sales，和富大埔，2014－15年）
- 辛祖 （Alessandro Ferreira Leonardo，黃大仙，傑志，和富大埔，東方龍獅，2014年－，辛祖於2015年10月16日成功申請加入香港籍）
- 杜馬思 （Tomas Maronesi;，黃大仙，冠忠南區，佳聯元朗，標準流浪，傑志，2014年－，杜馬思於2021年10月成功申請加入香港籍）
- 莫斯奧 （Mauricio Correa Da Luz;，黃大仙，標準流浪，2014－16年及2018年）
- 費蘭度 （Fernando Pedreira;，YFC澳滌，傑志，東方，2014年－，費蘭度於2021年2月21日成功申請加入香港籍）
- 保羅 （Paulo Cesar;，標準流浪，凱景，和富大埔，傑志，2015－17年及2018－，保羅於2021年5月成功申請加入香港籍）
- 賈力加丁 （Hamilton Souza Junior，標準流浪，2015－16年）
- 辛坦拿 （Rafael Fernandes Santana，標準流浪，2015年）
- 利奧 （Leônidas Soares Damasceno，夢想駿其，2015－16年）
- 艾華頓 （Everton Camargo，灝天黃大仙，標準灝天，陽光元朗，東方龍獅，理文，2015年－，艾華頓於2023年9月成功申請加入香港籍）
- 里奧 （Leonardo dos Santos Ferreira，灝天黃大仙，2015－16年）
- 艾華度 （Eduardo Praes，香港飛馬，和富大埔，東方龍獅，傑志，2015年－22年）
- 迪亞高 （Dhiego Martins，香港飛馬，和富大埔，冠忠南區，2015年－2020年）
- 利馬 （João Emir，香港飛馬，和富大埔，東方龍獅，和富大埔，2015年－）
- 卡路士 （Luiz Carlos Vieira，南華，2015－2017年）
- 艾倫 （Allan Ray Checozzi，標準流浪，2015年）
- 盧斯安奴 （Luciano Silva，元朗，理文，愉園，2015年－）
- 史提芬彭利拿 （Stefan Pereira，元朗，理文，標準流浪，冠忠南區，2015年－，史提芬彭利拿於2023年12月成功申請加入香港籍）
- 杜斯山度士 （Jéveson José dos Santos，元朗，2016年）
- 杜度 （Dudu Klein，和富大埔，冠忠南區，2016年–，杜度於2024年2月成功申請加入香港籍）
- 狄卡奧 （Ticão，天行元朗，冠忠南區，2016年–20年）
- 希堅奴 （Diego Higino，天行元朗，夢想FC，2016–17年，2018–19年）
- 大衛拉菲爾 （David Rafael Lazari Zana，和富大埔，香港飛馬，2016年–20）
- 阿倫烈馬 （Éverson Alan da Lima，和富大埔，2016–17年）
- 貝治 （Waldenberg Messias Coelho，理文流浪，2017年）
- 般連奴 （Bruno Anderson da Silva Sabino，R&F富力，2017年）
- 伊高沙托尼 （Igor Torres Sartori，和富大埔，富力R&F，傑志，2017年–20年，2023年–）
- 域陀 （José Victor de Souza dos Santos，理文，凱景，2017年–19年）
- 祖連奴（Walter Soares Belitardo Júnior，元朗，香港飛馬，標準流浪，傑志，2017年–，祖連奴於2023年12月成功申請加入香港籍）
- 域陀沙巴 （Vítor Rodrigues Saba Kota，東方龍獅，2017年－18年）
- 慕沙 （Jean Diego Moser，元朗，東方龍獅，冠忠南區，2017－20年及2023年）
- 伊利亞斯 （Elias Fernandes de Oliveira，冠忠南區，2018年）
- 利安高 （Giovane Alves da Silva，R&F富力，2018－20年）
- 羅拔 （Robert Gonçalves Santos，傑志，凱景，2018－19年）
- 島袋笠臣 （Robson Vaz Shimabuku，東方龍獅，2018－19年）
- 法蘭度 （Fernando Alcântara，標準流浪，2018－19年，2020年–）
- 般盧 （Bruno César Correa，東方龍獅，2018年）
- 基斯 （Kessi Isac dos Santos，元朗，冠忠南區，2018–20年，2022年–）
- 基爾頓 （Cleiton Velasques，元朗，傑志，2018年–）
- 戴倫度 （Alexandre Talento，理文，2018年）
- 米基爾 （Bruno César Correa，元朗，愉園，東方龍獅，傑志，2019年–）
- 辛坦拿（Maicon Festa Santana  ，元朗，2019–20年）
- 卡真奴 （Kartjaneo Barbosa de Arruda  ，元朗，2019年）
- 基華尼頓 （Givanilton Martins Ferreira ，理文，2019年–）
- 迪奧高 （Diogo Santos Rangel ，理文，2019–20年）
- 費利浦薩（Felipe_Sá ，晉峰，2020年–）
- 古安奴 （Júnior Goiano，天水圍飛馬，2020–21年）
- 達施華（英语：Marquinhos (footballer, born October 1989)）（Marcos Antônio da Silva Gonçalves，天水圍飛馬，2020–21年）
- 山度士（José Nilson dos Santos Silva，天水圍飛馬，2020–21年）
- 班拿度（Bernardo Vieira de Souza，天水圍飛馬，2020–21年）
- 杜格拉斯（Douglas Almeida Marques，標準流浪，2020–21年）
- 奧古斯圖（Augusto Carvalho da Silva Neto，標準流浪，2020–21年）
- 大衛巴拿（英语：David Bala (footballer)）（David Bala，標準流浪，2022年–）
- 泰亞高（英语：Thiago (footballer, born 1991)）（Thiago ，深水埗，港會，2022年–）
- 賈思浩（Cássio Francisco de Jesus ，標準流浪，2022年）
- 大衛巴拉（英语：David Bala (footballer)）（David "Bala" Carlos Teles Veloso ，標準流浪，2022年）
- 加比爾（Gabriel Roberto Cividini Moreira ，和富大埔，2022年–）
- 雷仙奴（"Luizinho" Dutra Dos Santos, Luiz Humberto ，和富大埔，2022年–）
- 保連奴（"Paulinho" Simionato Paulo Sergio ，和富大埔，2022–23年）
- 亞加斯圖（英语：Augusto Neto）（Augusto Carvalho da Silva Neto ，標準流浪，2022–23年）

### 智利(1人)
- 尼高拉斯 （Nicholas "Nicko" Benavides Medeiros ，深水埗，和富大埔，2021年–，尼高拉斯於2023年成功申請加入香港籍）

### 哥伦比亚(1人)
- 安古路 （Daniel Angulo ，R&F富力，2020年–）

### (2人)
- 摩拉 （Cristian Mora，南華，2014－16年）
- 菲力斯保耶 （Félix Borja，南華，2015－16年）

### 尼加拉瓜(1人)
- 栢保羅 （Pablo Gállego Lardiés，晉峰，2023年）

### 巴拉圭(1人)
- 斯薩 （Pablo Leguizamón Arce，標準流浪，2019－20年）

### 乌拉圭(1人)
- 科蘭 （Diego Martín Forlán Corazo，傑志，2018年）

### 美国(1人)
- 靴南迪斯 （Jonathan Hernandez，傑志，2019年）

## 歐洲

### 奥地利(1人)
- 恩查（Jakob Jantscher，傑志，2023－24年）

### (4人)
- 拉斯錫 （Admir Raščić，太陽飛馬，2014－15年）
- 丹贊奴域 （Dario Damjanović，太陽飛馬，2014－15年）
- 馬希卡歷 （Mahir Karić，愉園，2019－20年）
- 拉美治（Sedin Ramić，傑志，2024年）

### 保加利亚(2人)
- 迪馬達 （Dimitar Makriev，南華，2014年）
- 羅斯 （Rosen Rosenov Kolev，香港飛馬，2017年－）

### (4人)
- 美路史拿域 （Miroslav Šarić，東方，夢想駿其，2014－17年）
- 杜基 （Niko Tokic，太陽飛馬，2014－15年）
- 沙沙 （Saša Novaković，富力R&F，2018－19年）
- 泰迪 （Josip Tadić，傑志，2018－19年）

### 爱沙尼亚(1人)
- 安尼亞 （Henri Anier，理文，2023年－）

### 英格兰(6人)
- 歷格斯 （Rohan Ricketts，東方，2014－15年）
- 柯子威 （Andrew Neil Wylde，港會，2016－17年）
- 湯密士 （Smith Thomas Henry，港會，2016－17年）
- 白星馳（Jordan Graham John Brown，晉峰，傑志，2020年-）
- 查利史葛 （Charlie Scott，愉園，傑志，2020年-）
- 奧廸加 （"Benji" Benjamin Eloy Tandy Ortega，晉峰，2022年–）

### 芬兰(1人)
- 古高[C] （Aleksandr Kokko，東方龍獅，2017年）

### 法國(5人)
- 連卓思 （Quentin Lendresse，標準流浪，2015－16年）
- 狄卡倫 （Jérôme De Clarens，港會，2016－17年）
- 禾達 （Walter Vaz，冠忠南區，標準流浪，2016年及2017－18年）
- 尼迪利 （Michaël N'dri，理文，2019年－21年）
- 李小恆 （Raphaël Merkies，港會，冠忠南區，2022年－）

### 德国(1人)
- 簡古爾（Gul Kaan，標準流浪，東方，2022年–）

### 希腊(1人)
- 文尼亞斯（Michalis Manias，傑志，2022年）

### 匈牙利(2人)
- 華杜斯 （Krisztián Vadócz，傑志，2017–19年）
- 芝利卡士 （Gheczy Zoltan，港會，標準流浪，2016年–18年）

### 北馬其頓(2人)
- 基斯贊 （Kristijan Naumovski，香港飛馬，2015－17年）
- 丹卓斯基 （Aleksandar Damcevski，傑志，2023年－）

### 蒙特內哥羅(4人)
- 美亞 （Čedomir Mijanović，天行元朗，2014－15年）
- 阿杜域 （Admir Adrović，香港飛馬，2015－16年）
- 勞域捷 （Srđan Lopičić，南華，2016年）
- 丹恩奴域 （Dejan Damjanović，傑志，2021年－）

### 荷蘭(3人)
- 韋爾 （Vincent Weijl，和富大埔，2014－15年）
- 雲貝基 （Crescendo van Berkel，理文，2018–19年）
- 保利臣 （Mitchel Paulissen，理文，2023年–）

### 葡萄牙(2人)
- 賓希路 （Bruno Pinheiro，理文，2020年）
- 柏度（英语：Pedro Mendes (footballer, born 1993)） （Pedro Mendes，冠忠南區，2020年-）

### 羅馬尼亞(1人)
- 禾尼亞 （Petrisor Voinea，太陽飛馬，2014－15年）

### 俄羅斯(1人)
- 古高[C] （Aleksandr Kokko，東方龍獅，2017年）

### 塞爾維亞(12人)
- 保贊 （Bojan Mališić，南華，2014－17年）
- 摩域治 （Igor Miović，太陽飛馬，標準灝天，標準流浪，愉園，2014－15年，2017－20年）
- 美高 （Mirko Teodorović，黃大仙，2014－16年）
- 雲迪奴域 （Aleksandar Randjelovic，元朗，2015－18年）
- 高美斯 （Nikola Komazec，南華，香港飛馬，傑志，2016－17年及2018－20年）
- 麥高派路域 （Marko Perović，南華，R&F富力，2017年）
- 韋狄 （Lazar Vidic，標準灝天，2016－17年）
- 卡拉錫 （Marko Krasić，標準流浪，冠忠南區，2017－19年）
- 伊高 （Igor Nedeljković，香港飛馬，2017年）
- 古斯米治 （Željko Kuzmić，和富大埔，2020年）
- 拉高域 （Marko Rajković，愉園，2020－21年）

### 西班牙(39人)
- 雅高 （Yago González López，標準流浪，2014－15年）
- 賀斯卡（Óscar Rodríguez Antequera，標準流浪，2014－15年）
- 巴倫古素 （Juan Belencoso，傑志，2013－16年）
- 佐迪 （Jordi Tarrés，傑志，理文流浪，理文，2014－20年，佐迪於2017年10月成功申請加入香港籍）
- 列斯奧 （Fernando Recio，傑志，理文流浪，理文，2014年－，列斯奧於2017年10月成功申請加入香港籍）
- 丹尼 （Dani Cancela，傑志，2014－，丹尼於2017年10月成功申請加入香港籍）
- 路比阿度 （Borja Rubiato，傑志，2014－15年）
- 迪亞斯 （Jose Maria Diaz;，YFC澳滌，冠忠南區，2014－16年）
- 魯賓 （Rubén Lopez，YFC澳滌，2014－15年）
- 迪基圖 （Dieguito;，YFC澳滌，標準流浪，冠忠南區，2014－17年）
- 安力圖 （Ernesto Gomez，標準流浪，2015－16年）
- 柏保路 （Pablo Gallardo，夢想駿其，2015－16年）
- 羅勳奴 （Rufino Segovia，傑志，2015－17年）
- 卡里爾 （Jonathan Carril，冠忠南區，2015－16年）
- 加拉度 （Diego Garrido，冠忠南區，2015－18年）
- 洛迪古斯 （Manuel Bleda，東方龍獅，傑志，理文，2016年–）
- 沙華 （Salva Chamorro，香港飛馬，2016－17年）
- 馬高斯 （Marcos de la Espada，傑志，冠忠南區，2016－18年）
- 保殊 （Pau Bosch，傑志，2016年）
- 賴菲爾 （Rafael Wellington，標準灝天，2016年）
- 高路斯 （José Manuel Cruz Orozco，元朗，2015－16年）
- 加洛斯 （Carlos Rodríguez Molina，冠忠南區，2017年）
- 馬天尼斯 （Carles Marc Martínez Embuena，冠忠南區，2017－18年）
- 迪比 （Alfonso Artabe Meca，香港飛馬，2017年）
- 柏保路 （Pablo Gallardo，夢想FC，2017－19年）
- 祖亞昆 （Joaquín García Barbero，夢想FC，2017－19年）
- 拿祖 （Nacho Martínez，夢想FC，2017－19年）
- 雷斯 （Arkaitz Ruiz，夢想FC，2017－18年）
- 馬高斯 （Marcos Gondra，夢想FC，香港飛馬，東方龍獅，2018－20年，2021年－）
- 荷西安祖 （José Ángel，東方龍獅，理文，2018－19年，2020－24年）
- 干沙利斯 （Fran González，理文，2018－19年）
- 加西亞 （Jorge Ortí，香港飛馬，2019年）
- 加維蘭 （Manuel Gavilán，愉園，傑志，理文，2019－23年）
- 艾度古斯 （Francisco Eduardo Cruz Lemaur，愉園，2019年）
- 艾拔簡勞（英语：Albert Canal (footballer)） （Albert Canal，晉峰，2020年－23年）
- 卡爾特納 （Carles Tena，晉峰，北區，2020年－）
- 巴爾拿 （Raúl Baena，傑志，2020－22年）
- 巴杜姆 （Víctor Bertomeu，東方龍獅，2021–23年，2024－）
- 杜華利 （Toni Dovale，東方龍獅，2021年－22年）
- 捷西斯 （Jesús González，深水埗，2023年）

### 瑞士(1人)
- 梅斯達菲 （Orhan Mustafi，傑志，2016－17年）

### 乌克兰(2人)
- 奧力斯 （Oleksiy Shlyakotin，標準灝天，標準流浪，深水埗，2016－）
- 沙普夫（烏克蘭語：Шаповал Сергій Володимирович） （Serhiy Shapoval，理文，2018–19年）

## 以本地球員身份註冊的非香港球員
根據香港足球總會的編定的《HKFA Regulations on the Status and Transfer of Players》（《香港足球總會運動員身份及轉會規則》）中附件二，以下擁有多重國籍的球員，雖然未符合代表香港足球代表隊資格，但被視為「本地球員」。
- 林毅東（Lam Ngai Tong，和富大埔，愉園，2014－16年及2018年－2021年）
- 梁嘉恆（Leong Ka Hang，和富大埔，香港飛馬，理文，2014年－2021年）
- 史必（Shay Spitz，冠忠南區，2016年－2020年）
- 伍傑森（Jason Eng，標準流浪，2015年）
- 林恩許（Jared Lum，傑志，富力R&F，東方龍獅，2016年－2022年）
- 林柱機（Matt Lam，傑志，理文，富力R&F，傑志，2013年－2022年）
- 謝家強（Sean Tse，南華，和富大埔，富力R&F，傑志，2014年－2022年）
- 麥保美（Petit Eugene Mbende Mbome，標準流浪，香港飛馬，夢想駿其，和富大埔，2016年－2020年）
- 林志堅（Lam Zhi Gin Andreas，傑志，富力R&F，2017年－2020年）
- 史雲斯頓（Mark Swainston，凱景，傑志，2016年－2021年）
- 畢頓（Sebastian Buddle，傑志，凱景，香港U23，2016年－）
- 史譚（Robert Stamp，傑志，2016年－18年）
- 巴拉克（Barak Braunshtain，傑志，2016年－2021年）
- 勞烈斯（Lilley Nunez Vasudeva Das，R&F富力，2017年－2020年）
- 北村祝（Shu Kitamura，東方龍獅，夢想FC，標準流浪，2017年－2020年）
- 林俊生（Lin Junsheng，R&F富力，2017年－2018年）
- 王力威（Naveed Khan "Lik-Wai"，東方龍獅，2018年－）
- 佐敦查維斯（Jordan Blair Daydora Jarvis，東方龍獅，2018年）
- 唐道碧（Toby Philip Down，和富大埔，東方龍獅，冠忠南區，2018年，2019年已取得香港特區護照）
- 亞歷斯祖（Alexander Christian，愉園，2019年－）
- 賓紀文（Clement Sami Nicolas Benhaddouche，傑志，2019年－2023年）

## 註解
A. ^ 馬浩龍同時擁有日本和美國國籍。
B. ^ 孫民哲同時擁有韓國和朝鮮國籍。
C. ^ 古高同時擁有俄羅斯和芬蘭國籍。